# 真·女神轉生NINE
《真·女神转生NINE》是2002年Atlus在Xbox上推出的女神轉生系列游戏，在真·女神转生V Vengeance发售前，曾经是系列於Xbox平台上唯一的作品。本作只在日本发售。真女神转生NINE中的NINE是指九大属性而非第九作。这部名为真女神转生NINE的游戏，一样由真女神系列的原班人马制作，而且游戏架构广大，如下介绍：
1. 真女神转生NINE将有九大属性，包含中庸、秩序、混沌、光明、黑暗······等九种。
2. 游戏分为真实世界、虚拟世界两种，而且有真实的3D舞台场景。
3. 全新战斗系统（RTS），提供游戏乐趣。